# Tauchtauglichkeitsuntersuchung
Eine Tauchtauglichkeitsuntersuchung ist eine tauchärztliche Untersuchung, mit dem Ziel, Tauchen gefahrenlos ausüben zu können. Die körperliche Gesundheit ist eine wichtige Voraussetzung für Berufs- und Sporttaucher.

## Die Untersuchung
Die Tauchtauglichkeitsuntersuchung dient der Prävention von Tauchunfällen und sollte im Eigeninteresse eines jeden Tauchers liegen. Durch die Untersuchung hat der Arzt die Möglichkeit, einem Taucher klarzumachen, wo seine Einschränkungen liegen oder dass das Tauchen für ihn ein zu großes Risiko darstellt. Der Taucharzt klärt dabei im Gespräch oder durch einen Fragebogen die folgenden Punkte:
- Ist der Patient rein körperlich fähig längere Strecken zu schwimmen?
- Kann der Patient angemessen und klar mit Mitmenschen kommunizieren?
- Weist er den nötigen Grad an mentaler Reife und Eigenverantwortung auf?
- Gibt es Gründe, warum eine plötzliche Bewusstseinstrübung oder Orientierungsstörung zu erwarten ist?
- Gibt es Gründe, dass plötzliche Panik entstehen könnte?
- Gibt es körperliche Ursachen, die ein Barotrauma begünstigen könnten?
- Könnten Suchtmittel eine Beeinträchtigung der Tauchtauglichkeit darstellen?[3]
- Hat der Patient eine Krankheit oder Veranlagung, die durch das Tauchen verschlimmert werden kann?

Der Arzt untersucht bei der Tauchtauglichkeitsuntersuchung neben dem Allgemeinzustand im Wesentlichen folgende Bereiche:
- Herz (Blutdruck, Puls, Auskultation).
- Lunge (Auskultation, Lungenfunktionsuntersuchung).
- Ohren und Nebenhöhlen.
- Leistungsfähigkeit (Ruhe-/Belastungs-EKG)
- Bei stark übergewichtigen Personen können weitere Untersuchungen hinzu kommen, da starkes Übergewicht die Tauchtauglichkeit einschränken kann.
- Abhängig vom Alter, dem Gesamtzustand und den Untersuchungsbefunden können weitere, spezielle Untersuchungen wie Röntgenuntersuchung des Brustkorbs (Thorax), Ergometrie oder Laboruntersuchungen (Blutbild, Serum-Untersuchung, Blutsenkungsreaktion BSG, Urinuntersuchung) notwendig werden.[5]

## Wiederholung
Es wird empfohlen, die Tauchtauglichkeitsuntersuchung nach zwei bis drei Jahren zu wiederholen und vor dem 18. sowie ab dem 40. Lebensjahr jährlich durchführen zu lassen. Für professionelle Taucher ist die Tauchtauglichkeitsuntersuchung gesetzlich geregelt und muss jährlich erfolgen. Auch nach einem Tauchunfall sollte die Tauchtauglichkeit von einem Tauchmediziner erneut beurteilt werden.

## Rechtliches
Viele Tauchschulen und Verbände verlangen eine Tauchtauglichkeitsuntersuchung, bevor sie einen Sporttaucher zu einem Tauchkurs zulassen. Die meisten Tauchbasen in aller Welt verlangen ebenfalls von ihren Tauchgästen eine tauchärztliche Untersuchung. Auch die Versicherungen der Tauchbasen verlangen eine Untersuchung, ebenso wie viele Reiseveranstalter, um bei Unfällen Haftungsausschlüsse geltend zu machen. In vielen Ländern ist es auch möglich, sich gegen eine kleine Gebühr vor Ort tauchärztlich untersuchen und sich so die „Tauglichkeit zum Tauchen“ bestätigen zu lassen. Ein Teil der Tauchbasen verzichtet auf eine Tauchtauglichkeitsuntersuchung und lässt sich vom Taucher selbst durch eine Erklärung die Gesundheit bestätigen. Damit geht das Haftungsrisiko auf den Taucher über und Versicherungen können im Fall eines Unfalls die Behandlungskosten zurückfordern oder eine Lebensversicherung nicht auszahlen.
Eine gesetzliche Grundlage für die Durchführung von Tauchtauglichkeitsuntersuchungen gibt es für den Tauchsport in Deutschland nicht, wohl aber für Berufstaucher (z. B. Feuerwehrtaucher, Rettungstaucher) und Überdruckarbeiter. Diese müssen einmal im Jahr oder nach langer Krankheit auf ihre Tauchtauglichkeit untersucht werden. In Deutschland ist dies im Berufsgenossenschaftlicher Grundsatz G 31 geregelt.

## Tauchmediziner
Da in Deutschland, der Schweiz und Österreich sowohl die Facharztanerkennung als auch die Zusatzbezeichnung zum Arzt für Tauch- und Überdruckmedizin fehlt, kann juristisch gesehen jeder Arzt, also auch der Hausarzt, die Tauchtauglichkeit bescheinigen. Allerdings muss sich ein Taucher darüber im Klaren sein, dass ein Tauchmediziner in einem solch speziellen Gebiet qualifiziertere Aussagen treffen kann, als ein Arzt, der vom Tauchen und von Tauchmedizin keine oder wenig Ahnung hat.
Die Richtlinien zur Tauchtauglichkeitsuntersuchung, zur Führung des durch die Fachgesellschaft vergebenen Arzt-Diplomtitels Taucher- bzw. Druckkammerarzt und zur Aus- und Weiterbildung werden in Deutschland durch die Gesellschaft für Tauch- und Überdruckmedizin (GTÜM) herausgegeben. In der Schweiz ist die Schweizerische Gesellschaft für Unterwasser- und Hyperbarmedizin (SUHMS) zuständig, in Österreich die Österreichische Gesellschaft für Tauch- und Hyperbarmedizin (ÖGTH).